# Società Sportiva Cavese 1919 2009-2010
Questa voce raccoglie le informazioni riguardanti la Società Sportiva Cavese 1919 nelle competizioni ufficiali della stagione 2009-2010.

## Stagione
Nel 2009-10 la Cavese disputa il suo tredicesimo campionato di Lega Pro Prima Divisione/Serie C1 della sua storia, classificandosi decima e mantenendo, dunque, la categoria.
Una salvezza conquistata soltanto all'ultima giornata, frutto di una stagione piuttosto tortuosa e foriera di cambiamenti.
Innanzitutto non è rinnovata la fiducia ad Andrea Camplone, sostituito sulla panchina aquilotta da Agenore Maurizi, tecnico proveniente dalla Scafatese, il quale firma un contratto annuale.
Poi, vi è un avvicendamento anche a livello di direttore sportivo, con Giuseppe Pavone, vecchia conoscenza del calcio cavese, che prende il posto di Nicola Dionisio, dimessosi dopo un mandato di cinque anni.
Infine vi è da segnalare l'affiancamento al patron Antonio Della Monica di due nuovi soci: Giovanni Lombardi, già presidente della Scafatese, e Pasquale Casillo, imprenditore locale, che, con il ds Pavone, va a ricomporre a Cava un duo che fu la "mente" del cosiddetto Foggia dei miracoli. Gli stessi nuovi soci, però, lasciano dopo pochi mesi, probabilmente per divergenze in merito ad alcun scelte tecniche.
La stessa società, inoltre, in risposta ad alcuni comportamenti lesivi della tifoseria, comunica la decisione, a fine campionato, di rimettere il titolo sportivo nelle mani del Sindaco.
La Cavese, pur senza una vera e propria rivoluzione, punta sul ringiovanimento della rosa, lasciando partire alcuni membri dalla militanza più longeva. Mister Maurizi viene esonerato dopo alcune partite e sostituito da Paolo Stringara. Il tecnico toscano riesce a fare quadrato attorno alla squadra ottenendo in extremis la menzionata salvezza; il decimo posto finale è il frutto di un sontuoso girone di ritorno, con i metelliani terzi nella speciale classifica, quantunque ultimi al giro di boa.
Da segnalare, inoltre, l'eliminazione al primo turno di Coppa Italia per mano del Varese e quella al secondo turno di Coppa Italia di Lega Pro contro il Potenza.

## Divise e sponsor
| casa | trasferta |

| portiere celeste | portiere giallo | portiere grigio |

Lo sponsor tecnico è Royal, mentre lo sponsor ufficiale è De Sio L'Ortofrutta Cavense.

## Organigramma societario
Area direttiva
- presidente: Antonio Fariello
- vice presidente: Elio De Sio
- amministratore delegato: Adolfo Accarino
- direttore generale: Gennaro Brunetti
- direttore sportivo: Giuseppe Pavone
- segretaria organizzativa: Angela Pesante
- segretario amministrativo: Rosario De Rosa
- responsabile logistica: Riccardo Tanimi
- responsabile alla sicurezza: Vincenzo Di Martino
- dirigente addetto all'arbitro: Rosario Virno

Staff tecnico
- allenatore: Agenore Maurizi, poi Paolo Stringara
- allenatore in 2ª: nessuno, poi Maurizio Vincioni
- preparatore dei portieri: nessuno, poi Vincenzo Esposito
- preparatore atletico: Giampiero Ascenzi, poi Roberto Petrignani
- medici sociali: Andrea Massa, Antonio Massa
- recupero degli infortunati: Daniele Bonanno
- fisioterapista: Luigi Ciccarelli
- massaggiatore: Mario Aurino
- osteopata/posturologo: Michele Orlanducci
- magazzinieri: Alfredo Codetti, Antonio Ferrara, Alfredo Ronchetti

Ufficio stampa
- responsabile: Antonio Ioele
- responsabile legale: Giorgio Garofalo
- fotografi: Giovanni Petrolini, Michele Sica

Marketing & Comunicazione
- agenzia di pubblicità: ADVCity s.a.s.
- comunicazione visiva: l'Albero laboratorio digitale s.a.s.

## Rosa
| N. |                   | Ruolo | Calciatore        |
| -- | ----------------- | ----- | ----------------- |
|    | Italia (bandiera) | P     | Pasquale Pane     |
|    | Italia (bandiera) | P     | Francesco Russo   |
|    | Italia (bandiera) | P     | Matteo Santi      |
|    | Italia (bandiera) | D     | Achille Andreozzi |
|    | Italia (bandiera) | D     | Arturo Carbonaro  |
|    | Italia (bandiera) | D     | Luigi Cipriani    |
|    | Italia (bandiera) | D     | Federico Chirico  |
|    | Italia (bandiera) | D     | Raffaele D'Orsi   |
|    | Italia (bandiera) | D     | Filippo Di Stani  |
|    | Italia (bandiera) | D     | Nicola Lagnena    |
|    | Italia (bandiera) | D     | Alberto Nocerino  |
|    | Italia (bandiera) | D     | Stefano Pozza     |
|    | Italia (bandiera) | D     | Alessandro Radi   |
|    | Italia (bandiera) | D     | Alessandro Rapino |

| N. |                      | Ruolo | Calciatore              |
| -- | -------------------- | ----- | ----------------------- |
|    | Italia (bandiera)    | C     | Matteo Berretti         |
|    | Italia (bandiera)    | C     | Gianluca Bacchiocchi    |
|    | Italia (bandiera)    | C     | Francesco Favasuli      |
|    | Italia (bandiera)    | C     | Stefano Maiorano        |
|    | Italia (bandiera)    | C     | Felice Pascucci         |
|    | Italia (bandiera)    | C     | Giorgio Santarelli      |
|    | Italia (bandiera)    | C     | Daniele Scartozzi       |
|    | Italia (bandiera)    | C     | Michele Siano           |
|    | Argentina (bandiera) | C     | Fernando Spinelli       |
|    | Italia (bandiera)    | A     | Francesco Apicella      |
|    | Brasile (bandiera)   | A     | Wilson Cruz da Silveira |
|    | Italia (bandiera)    | A     | Lorenzo Insigne         |
|    | Italia (bandiera)    | A     | Antonio Schetter        |
|    | Argentina (bandiera) | A     | Federico Turienzo       |

## Calciomercato

### Sessione estiva
| Acquisti | Acquisti                | Acquisti   |
| ruolo    | nome                    | da         |
| -------- | ----------------------- | ---------- |
| P        | Francesco Russo         | Melfi      |
| D        | Danilo Bacchi           | Paganese   |
| D        | Arturo Carbonaro        | Scafatese  |
| D        | Federico Chirico        | Lazio      |
| D        | Filippo Di Stani        | Perugia    |
| D        | Antonio Grillo          | Canavese   |
| D        | Nicola Lagnena          | Scafatese  |
| D        | Stefano Pozza           | Giacomense |
| D        | Alessandro Rapino       | Pescara    |
| C        | Gianluca Bacchiocchi    | Melfi      |
| C        | Stefano Maiorano        | Sorrento   |
| C        | Felice Pascucci         | Avellino   |
| A        | Wilson Cruz da Silveira | Cisco Roma |
| A        | Federico Turienzo       | Arezzo     |
| A        | Vincenzo Varriale       | Scafatese  |

| Cessioni | Cessioni           | Cessioni         |
| ruolo    | nome               | a                |
| -------- | ------------------ | ---------------- |
| P        | Vincenzo Marruocco | Cagliari         |
| P        | Giuseppe Inserra   | Angri            |
| P        | Giancarlo Petrocco | Brindisi         |
| P        | Raffaele Sorriso   | Scafatese        |
| D        | Giammarco Frezza   | Potenza          |
| D        | Michele Ischia     | Frosinone        |
| D        | Luca Lacrimini     | Perugia          |
| D        | Luca Pierotti      | Fidelis Andria   |
| D        | Serhiy Predko      | Pro Sesto        |
| C        | Gerardo Alfano     | Real Marcianise  |
| C        | Giuseppe Anaclerio | Bassano          |
| C        | Gianluca Porro     | Pisa             |
| C        | Vincenzo Riccio    | Forza e Coraggio |
| C        | Filippo Viscido    | Avellino         |
| A        | Giuseppe Aquino    | Potenza          |
| A        | Luca De Simone     | Avellino         |

### Sessione invernale
| Acquisti | Acquisti           | Acquisti |
| ruolo    | Nome               | da       |
| -------- | ------------------ | -------- |
| D        | Alessandro Radi    | Varese   |
| C        | Matteo Berretti    | Taranto  |
| C        | Giorgio Santarelli | Ascoli   |
| C        | Fernando Spinelli  | Taranto  |
| A        | Lorenzo Insigne    | Napoli   |

| Cessioni | Cessioni            | Cessioni    |
| ruolo    | Nome                | a           |
| -------- | ------------------- | ----------- |
| D        | Danilo Bacchi       | Celano      |
| D        | Alessandro Farina   |             |
| D        | Antonio Grillo      | Varese      |
| C        | Felice Prevete      | Poggibonsi  |
| A        | Tonino Sorrentino   | Südtirol    |
| A        | Nazzareno Tarantino | Juve Stabia |
| A        | Vincenzo Varriale   | Juve Stabia |

## Statistiche

### Statistiche di squadra
| competizione             | punti | in casa | in casa | in casa | in casa | in casa | in casa | in trasferta | in trasferta | in trasferta | in trasferta | in trasferta | in trasferta | totale | totale | totale | totale | totale | totale | DR |
| competizione             | punti | G       | V       | N       | P       | Gf      | Gs      | G            | V            | N            | P            | Gf           | Gs           | G      | V      | N      | P      | Gf     | Gs     | DR |
| ------------------------ | ----- | ------- | ------- | ------- | ------- | ------- | ------- | ------------ | ------------ | ------------ | ------------ | ------------ | ------------ | ------ | ------ | ------ | ------ | ------ | ------ | -- |
| Lega Pro Prima Divisione | 43    | 17      | 7       | 7       | 3       | 17      | 13      | 17           | 2            | 9            | 6            | 8            | 12           | 34     | 9      | 16     | 9      | 25     | 25     | 0  |
| Coppa Italia             | -     | 1       | 0       | 0       | 1       | 2       | 2       | 0            | 0            | 0            | 0            | 0            | 0            | 1      | 0      | 0      | 1      | 2      | 2      | 0  |
| Coppa Italia Lega Pro    | -     | 1       | 1       | 0       | 0       | 2       | 0       | 1            | 0            | 0            | 1            | 1            | 5            | 2      | 1      | 0      | 1      | 3      | 5      | -2 |
| Totale                   | -     | 19      | 8       | 7       | 4       | 21      | 15      | 18           | 2            | 9            | 7            | 9            | 17           | 37     | 10     | 16     | 11     | 30     | 32     | -2 |

### Marcatori*
|  | calciatore           | presenze | gol |
|  | -------------------- | -------- | --- |
|  | Vittorio Bernardo    | 26       | 5   |
|  | Federico Turienzo    | 26       | 5   |
|  | Vincenzo Varriale    | 15       | 3   |
|  | Alessandro Radi      | 16       | 2   |
|  | Antonio Schetter     | 30       | 2   |
|  | Danilo Bacchi        | 9        | 1   |
|  | Gianluca Bacchiocchi | 30       | 1   |
|  | Luigi Cipriani       | 32       | 1   |
|  | Alessandro Farina    | 17       | 1   |
|  | Francesco Favasuli   | 32       | 1   |
|  | Stefano Maiorano     | 28       | 1   |
|  | Alberto Nocerino     | 26       | 1   |
|  | Fernando Spinelli    | 13       | 1   |

*dati relativi al solo campionato